# Гагарино (Лев-Толстовский район)
Гага́рино — село Лев-Толстовского района Липецкой области, административный центр Гагаринского сельсовета.

## Географическое положение
Село расположено на берегу реки Ягодная Ряса в 24 км на северо-восток от райцентра посёлка Лев Толстой.

## История
В документах 1680 г. упоминается находившееся в среднем течении р. Ягодная Ряса поместье князей Гагариных, по фамилии которых и получило впоследствии свое название село. Согласно историческим документам, поселение было основано служилыми людьми. Сложилось оно из двух населенных пунктов: деревни Новопокровское, Серпетчино тож и с. Никольское, Гагарино тож, расположенных по обоим берегам р. Ягодная Ряса. Последнее называлось так по деревянному храму святителя Николая Чудотворца, построенному в 1775 г. По данным на 1802 г., в с. Гагарино насчитывалось 37 дворов, а в них 151 мужчин и 144 женщины. 
В 1825 г. старая деревянная Никольская церковь сгорела во время пожара, а в 1828 г. помещиком Львом Кузьмичем Рогозиным окончена постройка каменной церкви. Освящение ее в честь Рождества Христова состоялось 18 ноября 1828 г. Придельный алтарь освящен во имя святителя Николая Чудотворца. Каменная колокольня построена одновременно с церковью, а в 1879 году церковь перестроена. Храм с трех сторон был окружен каменной оградой, а с четвертой – садом.
В ноябре 1890 года через Гагарино прошла железнодорожная линия Астапово — Троекурово; здесь через Ягодную Рясу был переброшен мост. Ближайшая платформа — 13 км — располагалась в 4 км юго-западнее. Ныне линия разобрана (в конце XX — начале XXI века).
В XIX — начале XX века село входило в состав Гагинской волости Раненбургского уезда Рязанской губернии. В 1906 году в селе было 119 дворов.
С 1928 года село являлось центром Гагаринского сельсовета Троекуровского района Козловского округа Центрально-Чернозёмной области, с 1954 года — в составе Липецкой области, с 1965 года — в составе Лев-Толстовского района.

## Население
| 1859 | 1897 | 1906 | 2000 | 2010 |
| ---- | ---- | ---- | ---- | ---- |
| 401  | ↗660 | ↗775 | ↗835 | ↘718 |

## Инфраструктура
В селе имеются филиал МБОУ школа им. Л. Н. Толстого, детский сад, дом культуры, фельдшерско-акушерский пункт, отделение почтовой связи.

## Достопримечательности
В селе расположена недействующая Христорождественская церковь (1828).